# Гора Еоліда
Еоліда (лат. Aeolis Mons, також відома за неофіційною назвою Гора Шарпа (англ. Mount Sharp)) — гора на Марсі. Центральний пік гірської системи Кратер Гейла, висотою 5 500 метрів. Має ідентифікатор — ID 15000 і координати 5°24′ пд. ш. 137°48′ сх. д. / 5.4° пд. ш. 137.8° сх. д..
6 серпня 2012 року Curiosity (марсохід Марсіанської наукової лабораторії) приземлився у підніжжя гори Еоліда, в квадраті 51 рівнини Еоліда (лат. Aeolis Palus). Саме гора Еоліда є основним завданням для наукового дослідження. 5 червня 2013 року, NASA оголосила, що Curiosity скоро здолає 8 кілометровий шлях від області Гленелг до підніжжя гори Еоліди. Переїзд, як очікується, триватиме від дев'яти місяців до року з зупинками на вивчення рельєфу місцевості.

## Формування

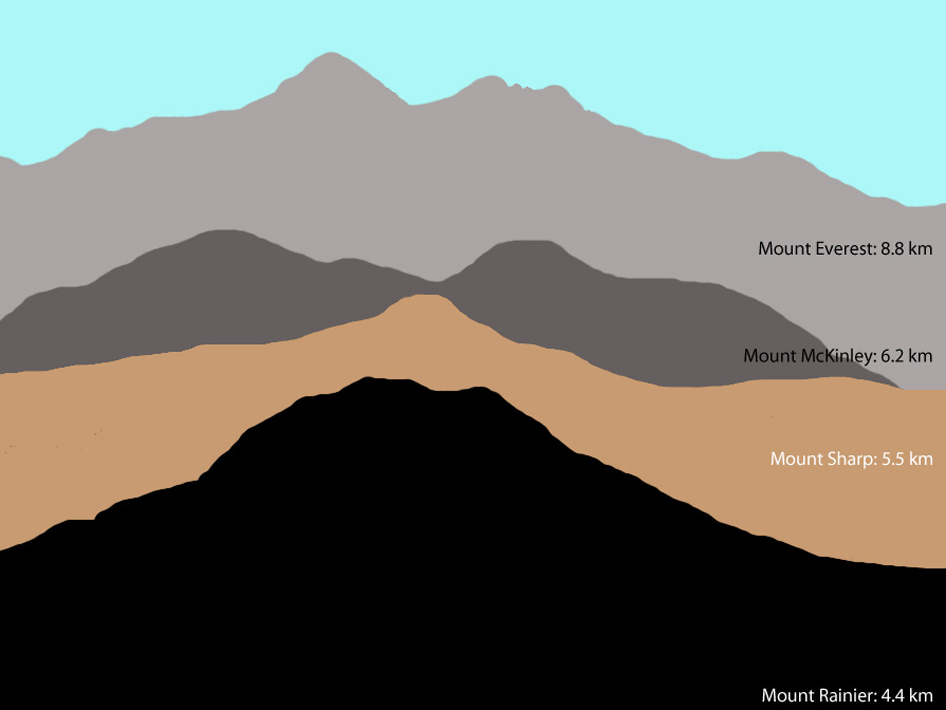
Порівняння гори Еоліда з найвищими вершинами Землі

Вважається, що гора Еоліда є величезним насипом осадових шарів ерозії, розташованих на центральному піку гірської системи Кратер Гейла. Імовірно відкладення відбувались протягом 2 мільярдів років і, можливо, колись повністю заповнять кратер. Деякі з нижніх осадових шарів, можливо, спочатку сформувались на дні озера, в той час як верхні косошарові відкладення ймовірно є наслідком еолових процесів. Проте, це питання ще обговорюється і походження нижніх шарів залишається остаточно не з'ясованим.
На схилах гори за допомогою супутника виявлені геологічні шари, що формувалися практично у всі геологічні періоди, що пройшли на Марсі. Це робить її цікавим об'єктом вивчення, дозволяє досліджувати історію Марса в одному місці.

## Назва
Відкрита в 1970-х роках, гора залишалася без назви протягом 40 років. В березні 2012 року NASA дала горі неофіційну назву «гора Шарпа» на честь американського геолога Роберта Філіпа Шарпа (англ. Robert P. Sharp). В травні 2012 року Міжнародний астрономічний союз офіційно назвав її горою Еоліда, а на честь Роберта Філіпа Шарпа був названий великий кратер (150 км в діаметрі), розташований приблизно в 260 км на захід від кратера Гейла.